# Bailliage de Regensberg
1409–1798
Entités précédentes :
- Seigneurie de Regensberg

Le bailliage de Regensberg est un bailliage du canton de Zurich.

## Histoire
La seigneurie appartient à la branche des Neu-Regensberg jusqu'en 1331. Elle est vendue à la maison de Habsbourg en 1331 et devient un bailliage. Le bailliage est remis en gage à des ministériaux, puis à la ville de Zurich en 1409.
Le bailliage est composé de Bachs, Boppelsen, Buchs, Dielsdorf, Niedersteinmaur, Obersteinmaur, Oberweningen, Otelfingen, Schleinikon et Schöfflisdorf.
Le fief de Sünikon (dans la commune de Steinmaur), dont le bailliage détient la haute justice, est acheté en 1705.

## Baillis
Les baillis sont les suivants :
- 1448 : Heinrich Schwend[1] ;
- 1485 : Dominikus von Frauenfeld[2] ;
- 1486-1490 : Rudolf Escher[3] ;
- 1550-1556 : Matthias Schwerzenbach[4] ;